# Bocs de Can Rosés
La colla de diables dels Bocs de Can Rosés va néixer l'any 1996, durant la festa major del barri de les Corts, va néixer, amb la finalitat de contribuir a difondre la cultura tradicional del foc. La colla es va refundar el 2006, després de passar uns quants anys inactiva.
La bèstia de foc dels diables de Can Rosés és el Guardià de les Corts, el drac compartit amb el grup de percussió de la Repúbli-k de l'Avern, els Diables i Timbalers d'Ítaca i els Diables de les Corts. És una rèplica del drac d'Antoni Gaudí situat a l'entrada dels Pavellons Güell de l'avinguda de Pedralbes, una gran escultura que simbolitza el drac mitològic descrit pel poeta Jacint Verdaguer. És el primer drac construït íntegrament de metall forjat, tret del cap, que és fet de fibra sintètica i que disposa de dos engranatges que li donen mobilitat.
D'ençà del 2008, el grup compta amb una colla de tabalers pròpia que l'acompanya en les actuacions fent sonar melodies de percussió tradicional. Habitualment, actuen en les festes majors del barri i de més districtes de la ciutat, i també, quan s'escau, fora de Barcelona.